# Egyptisk arabiska
Egyptisk arabiska (عربى مصرى, ʿarabi maṣri) är en arabisk dialekt som talas i Egypten. Dialekten innehåller bland annat ett antal ord av icke-arabiskt ursprung som överlevt från faraonisk tid. Ett viktigt språk som har påverkat egyptisk arabiska är koptiska. Dialekten talas av ungefär 56,4 miljoner människor, och den delas traditionellt upp i sex lokala dialekter efter geografisk härkomst.
Egyptens enda officiella språk är arabiska, och i officiella sammanhang används den så kallade "klara arabiskan" (på arabiska الفصحى, al-fuṣḥā). I mer vardagliga situationer talar man egyptisk arabiska istället..
Dialekten, speciellt lokaldialekten i Kairo, förstås utan problem av icke-egyptiska araber. Egypten har traditionellt varit ett kulturellt centrum i arabvärlden, med bland annat en omfattande filmproduktion.
Några fraser på egyptisk arabiska:
| Egyptisk arabiska | Transkription  | Svenska     |
| ----------------- | -------------- | ----------- |
| !اهلآ             | ahla!          | hejsan!     |
| !صباح الخير       | sabah el-kher! | god morgon! |
| شكرآ              | shokran        | tack        |

## Fonologi
Till skillnad för standardarabiska finns det några fonologiska skillnader i egyptisk arabiska, och i egyptisk arabiska finns exempelvis konsonanten [g] som finns inte i standardarabiska. 

### Vokaler
|            | Främre | Bakre |
| ---------- | ------ | ----- |
| Sluten     | i      | uː    |
| Halvsluten | e      | o     |
| Mellan     | æ      |       |
| Öppen      |        | ɑ     |
| Källa:     |        |       |

Vokaler [i], [e], [æ] och [ɑ] kan också realiseras som långa. Vokalen [uː] realiseras enbart som lång och [o] enbart som kort.

### Konsonanter
|                                                                  | Bilabial | Bilabial | Labiodental | Alveolar | Alveolar | Palatoalveolar | Velar  | Uvular | Faryngal | Glottal |
| ---------------------------------------------------------------- | -------- | -------- | ----------- | -------- | -------- | -------------- | ------ | ------ | -------- | ------- |
| Norm.                                                            | Emfatisk | Norm.    | Labiodental | Emfatisk |          | Palatoalveolar | Velar  | Uvular | Faryngal | Glottal |
| Klusil                                                           | (p)      | bˤ       |             | t \| d   | tˤ \| dˤ |                | k \| g | q      |          | ʔ       |
| Frikativ                                                         |          |          | f \| (v)    | s \| z   | sˤ \| zˤ | ʃ \| (ʒ)       | x \| ɣ |        | ħ \| ʕ   | h       |
| Nasal                                                            | m        | mˤ       |             | n        |          |                |        |        |          |         |
| Lateral                                                          |          |          |             | l        |          |                |        |        |          |         |
| Tremulant                                                        |          |          |             | ɾ ~ r    | ɾˤ ~ rˤ  |                |        |        |          |         |
| Approximant                                                      | w        |          |             |          |          | j              |        |        |          |         |
| Konsonanter inom parentes används nästan enbart i lånord. Källa: |          |          |             |          |          |                |        |        |          |         |